# FC Echichens
Football Club Echichens é um clube de futebol suíço, sediado na cidade de Echichens, no Cantão de Vaud. Disputa atualmente a  2. Liga Interregional, uma das ligas que compõem a quinta divisão do Campeonato Suíço.
Fundado em 1 de julho de 1966, manda seus jogos no estádio Terrain Grand Record, com capacidade para receber 600 torcedores. As cores são branco e azul.
O Echichens é conhecido por ser o clube onde o heptacampeão mundial de Fórmula 1, Michael Schumacher, atuava eventualmente, às vezes como titular. No site do clube, o alemão chegou a ser considerado como a "grande estrela" da agremiação, que, mesmo com Schummy em campo, nunca deixou o estatuto semi-amador, e milita até hoje na inexpressiva Quinta Divisão do Campeonato de Futebol da Suíça.